# بيتر مانويل
بيتر مانويل (بالإنجليزية: Peter Manuel) هو قاتل متسلسل أمريكي، ولد في 1 مارس 1927 في نيويورك في الولايات المتحدة، وتوفي في 11 يوليو 1958 في HM Prison Barlinnie ‏ في المملكة المتحدة بسبب شنق.
قتل مانويل سبعة نساء تتراوح اعمارهم بين 17 و 45 سنة. ذكر كولن ولسن في كتابه اصول الدافع الجنسية (ص156) ان مانويل كان يقتل النساء من اجل شربة كلاسينهن (سراويلهن الداخلية) وهو مرضي فيتشي عصابي جنسي، وأنه لم يثبت دليل على اغتصابعن.